# Charlotte Schönbeck (Historikerin)
Charlotte Schönbeck (* 10. April 1936 in Dresden; † 23. Mai 2019) war eine deutsche Wissenschaftshistorikerin, die nach ihrer Dissertation 1964 an der Universität Kiel viele Jahre als Lehrbeauftragte für Geschichte der Physik und Technik an der Pädagogischen Hochschule Heidelberg wirkte.

## Leben
Charlotte Schönbeck, geb. Schmidt, absolvierte ein Studium der Mathematik, Physik und Astronomie an den Universitäten Freiburg und Kiel und legte die Staatsexamina für das Lehramt an Höheren Schulen ab. Die Promotion zum Dr. rer. nat. erfolgte am 8. Mai 1964 an der Universität Kiel mit einer wissenschaftsgeschichtlichen Doktorarbeit über Dreihundert Jahre Physik und Astronomie an der Kieler Universität, die im Folgejahr auch im Druck erschien.
Es schlossen sich Tätigkeiten im Schuldienst für Höhere Schulen für Physik und Mathematik sowie Studien zur Geschichte der Naturwissenschaften an. Von 1972 bis 1981 wirkte sie als Lehrbeauftragte für Geschichte der Physik und der Technik an der Pädagogischen Hochschule Heidelberg. In diese Zeit fällt die Mitarbeit an dem Schullehrbuch Physik in unserer Welt (1970 bis 1978) und Mitarbeit an dem Schullehrbuch PLUS für Mathematik an Realschulen (1976 bis 1986).
1982 stellte sie als einen kulturhistorischen Ansatz zur Technikgeschichte das Projekt einer Kulturenzyklopädie der Technik vor, die sie als Leiterin der Gesamtredaktion im Zusammenwirken mit Wilhelm Dettmering und Armin Hermann als Gesamtherausgeberin im Auftrag der Georg-Agricola-Gesellschaft in Form eines zehnbändigen Sammelwerks Technik und Kultur realisieren konnte. Nachdem sie bereits als Mitherausgeberin mehrerer Bände mitgewirkt hatte, veröffentlichte sie 1995 das Gesamtregister der Sammelschrift.
Seit 1994 wirkte sie als Lehrbeauftragte für Physik- und Technikgeschichte an der Pädagogischen Hochschule Heidelberg und benannte als Forschungsschwerpunkte Geschichte der Physik und der Technik in der Renaissance; Geschichte der Physik im 19. und 20. Jahrhundert.
2003 veröffentlichte sie Elektrische und optische Sonderuntersuchungen von Philipp Lenard. 1985 hatte sie bereits in der NDB den Beitrag zu Philipp Lenard veröffentlicht. Nach Übernahme ihres Nachlasses durch das Archiv des Deutschen Museums in München zeigte sich, wie bedeutsam der darin enthaltene Teilnachlass Philipp Lenard ist.
Sie war mit Jürgen Schönbeck verheiratet, der am 24. November 2021 im Alter von 85 Jahren gestorben ist. Dieser war von 1970 bis zu seiner Pensionierung 2001 im Fach Mathematik an der Pädagogischen Hochschule Heidelberg tätig.

## Nachlass
- Deutsches Museum, NL 303[7]

## Publikationen
- Beiträge zu Biographisches Lexikon für Schleswig-Holstein und Lübeck. Online pdf
- zus. mit Andreas Kleinert: Lenard und Einstein. Ihr Briefwechsel und ihr Verhältnis vor der Nauheimer Diskussion von 1920. In: Gesnerus 35 (1978).
- Beiträge in Kultur & Technik (1984–1992)[8]
- Georgius Agricola – ein humanistischer Naturforscher der deutschen Renaissance. In: Friedrich Naumann (Hrsg.): Georgius Agricola, 500 Jahre. Birkhäuser, Basel 1994, S. 477–496.
- Kulturgeschichtliche und soziale Veränderungen durch den Wandel in der Drucktechnik. In: NTM Zeitschrift für Geschichte der Wissenschaften, Technik und Medizin 6 (1998), S. 193–216.